# Igor Szalimow
Igor Michajłowicz Szalimow (ros. Игорь Михайлович Шалимов; ur. 2 lutego 1969 w Moskwie) – rosyjski piłkarz grający na pozycji ofensywnego pomocnika.

## Kariera klubowa
Szalimow wychował się w moskiewskim klubie Lokomotiw, jednak nie przebił się do pierwszego składu i został oddany do Spartaka Moskwa. W pierwszej lidze ZSRR zadebiutował w 1986 roku. W 1987 roku klub wywalczył mistrzostwo kraj, jednak Igor nie rozegrał żadnego spotkania. W 1988 roku grał już w pierwszym składzie Spartaka, ale zajął z nim dopiero 4. pozycję w lidze. W 1989 roku został mistrzem Związku Radzieckiego, a w 1991 wicemistrzem. W Spartaku wystąpił łącznie w 95 ligowych meczach i strzelił 20 goli.
Latem 1991 Szalimow wyjechał do Włoch. Został piłkarzem Foggi i drugim obok Igora Koływanowa Rosjaninem w zespole. W Serie A zadebiutował 1 września w zremisowanym 1:1 wyjazdowym meczu z Interem Mediolan. W Foggi był liderem drugiej linii i zdobył 9 goli, a klub ten zakończył sezon na 9. miejscu. Forma Igora spowodowała, że latem 1992 przeszedł do Interu i w jego barwach także stał się czołowym zawodnikiem. Podobnie jak Foggi zaliczył 9 trafień w lidze oraz został z Interem wicemistrzem Włoch. W sezonie 1993/1994 był rezerwowym, a Inter zakończył ligę dopiero na 13. pozycji w tabeli. Zespół z Mediolanu dotarł jednak do finału Pucharu UEFA, w którym dwukrotnie pokonał 1:0 Casino Salzburg.
Latem 1994 Szalimow został zawodnikiem niemieckiego MSV Duisburg. Spisywał się jednak słabiej jak we Włoszech. Nie zdobył gola, a Duisburg zajmując przedostatnią pozycję spadł z pierwszej ligi do drugiej. Po sezonie Rosjanin przeszedł do szwajcarskiego FC Lugano, ale już po pół roku powrócił do Włoch, tym razem podpisując kontrakt z Udinese Calcio. Już latem 1996 trafił do Bologny, w której znów grał z Koływanowem. W 1997 roku zajął 7. pozycję w Serie A, a rok później o jedną niżej. Swój ostatni sezon (1998/1999) Szalimow rozegrał w barwach spadkowicza z Serie A, SSC Napoli, jednak klub ten nie zdołał wrócić do pierwszej ligi.

## Kariera reprezentacyjna
W reprezentacji ZSRR, Szalimow zadebiutował 13 czerwca 1990 roku w przegranym 0:2 meczu z Argentyną, rozegranym podczas Mistrzostw Świata we Włoszech. Na tym turnieju wystąpił także w wygranym 4:0 meczu z Kamerunem. W 1992 roku został powołany przez Anatolija Byszowca do kadry na Euro 92. Wystąpił tam jedynie w zremisowanym 0:0 meczu z Niemcami. Natomiast w 1996 roku na Euro 96 także zagrał w jednym meczu – z Czechami (3:3). Karierę reprezentacyjną zakończył w 1998 roku. W swojej karierze zagrał 20 razy i zdobył 2 gole dla ZSRR, 4 razy dla WNP i 23 razy (3 gole) dla Rosji.
W 1990 roku wraz z młodzieżową reprezentacją ZSRR U-21 Szalimow wywalczył mistrzostwo Europy U-21.

## Kariera trenerska
Szalimow zaczynał karierę trenerską w zespołach Krasnoznamiensk i Urałan Elista.  
Od 2008 do 2011 był trenerem żeńskiej reprezentacji Rosji, którą prowadził na Mistrzostwach Europy w 2009. 
Między 2015 a 2018 pracował w FK Krasnodar, dwukrotnie doprowadzając klub do czwartego miejsca w ligowej tabeli.
Później zatrudniony był w FK Chimki i Achmacie Groznym, z obu klubów został szybko zwolniony, nie odnosząc sukcesów.

## Statystyki
| Sezon   | Klub           | Kraj       | Rozgrywki      | Mecze | Gole |
| ------- | -------------- | ---------- | -------------- | ----- | ---- |
| 1986    | Spartak Moskwa | ZSRR       | 1. liga        | 5     | 1    |
| 1987    | Spartak Moskwa | ZSRR       | 1. liga        | 0     | 0    |
| 1988    | Spartak Moskwa | ZSRR       | 1. liga        | 25    | 8    |
| 1989    | Spartak Moskwa | ZSRR       | 1. liga        | 20    | 1    |
| 1990    | Spartak Moskwa | ZSRR       | 1. liga        | 23    | 6    |
| 1991    | Spartak Moskwa | ZSRR       | 1. liga        | 22    | 5    |
| 1991/92 | US Foggia      | Włochy     | Serie A        | 33    | 9    |
| 1992/93 | Inter Mediolan | Włochy     | Serie A        | 32    | 9    |
| 1993/94 | Inter Mediolan | Włochy     | Serie A        | 18    | 2    |
| 1994/95 | MSV Duisburg   | Niemcy     | Bundesliga     | 21    | 0    |
| 1995/96 | FC Lugano      | Szwajcaria | Nationalliga A | 12    | 4    |
| 1995/96 | Udinese Calcio | Włochy     | Serie A        | 20    | 0    |
| 1996/97 | Bologna FC     | Włochy     | Serie A        | 18    | 4    |
| 1997/98 | Bologna FC     | Włochy     | Serie A        | 15    | 1    |
| 1998/99 | SSC Napoli     | Włochy     | Serie A        | 19    | 2    |